# 1333
Năm 1333 (Số La Mã: MCCCXXXIII) là một năm thường bắt đầu vào thứ Sáu trong lịch Julius.